# Vochysia haenkeana
Vochysia haenkeana  (cambará o palo amarillo)  es una especie de planta de flor de la familia de las  Vochysiaceae. 
Es endémica de Bolivia, Brasil, Perú. Está amenazada de destrucción de hábitat. Es un árbol de alto porte, fuste recto y liso, amarillento.